# آمسبری، آلبرتا
امسبری، البرتا (به انگلیسی: Amesbury, Alberta) یک منطقهٔ مسکونی در کانادا است که در آلبرتا واقع شده‌است.